# C'era una volta il Principe Azzurro
C'era una volta il Principe Azzurro (Charming) è un film d'animazione del 2018 scritto e diretto da Ross Venokur.
Il budget del film è stato pari a $20,000,000, mentre gli incassi internazionali sono pari a circa $8 751 856.

## Trama
Filippo Azzurro è stato maledetto sin da bambino dalla malefica consigliera di suo padre, la terribile strega Nemesi Maldamore: il ragazzo ha il potere di ammaliare con la sua presenza ogni donna che incontra. Anche Biancaneve, Cenerentola e la Bella Addormentata sono innamorate di lui e tutte e tre fidanzate, ognuna all'insaputa dell'altra, con il bel Filippo.
L'incantesimo si potrà rompere solo se prima del suo ventunesimo compleanno il giovane Philippe troverà il suo vero amore. Ma il padre, stanco della sua leggerezza, lo invia in una missione sconosciuta per trovare il vero amore insieme a un uomo di nome Lenny. Sotto le vesti di quest'ultimo, in verità, c'è la ladra di gioielli Lenore, anche lei maledetta dalla stessa strega; infatti, al contrario del principe, la ragazza non è in grado di provare amore.
Per evitare le guardie reali, si nasconde in una panetteria mentre Cenerentola, Biancaneve e la Bella Addormentata entrano per ordinare delle torte nuziali. Spacciandosi per un fornaio e rubando tutti i loro beni, Lenore capisce che sono tutte e tre sono fidanzate con Filippo e lo rivela alle principesse, questo causa scandalo in tutto il regno. La ragazza viene arrestata e poi, corrotta dai tre guardiani della principesse, convinta a portare il principe in un luogo chiamato Montagna di Fuoco solo in cambio delle loro ricchezze. Per evitare altri scontri con le guardie reali e sapere come Filippo reagisce di fronte alle donne, continua a travestirsi.
Il principe e Lenore viaggiano attraverso molti ostacoli verso la montagna. Per prima cosa vengono attaccati da una tribù di donne giganti nota come Matilija, ma l'incantesimo di Filippo salva la giornata, impedendo loro di essere mangiati. Mentre il principe viene consacrato da quasi tutta la Matilija, la giovane Lenore viene accolta da Mezzo Oracolo, la quale la informa che Filippo potrebbe essere il suo vero amore. Dopo aver ottenuto la "forcina" del capo, quest'ultimo riesce a liberare Lenore dalle sue catene, poi dopo essere fuggito e aver restituito un rubino a un mostro tonale, la ragazza inizia a sviluppare sentimenti per Filippo, e stabilisce un appuntamento al Dainty Dish, un ristorante locale. Tuttavia l'infida Nemesi lo scopre e lancia una maledizione che trascina inspiegabilmente tutte le donne nell'area verso il principe. Lenore ha il cuore spezzato nel vedere il ragazzo circondato da altre femmine eppure i due continuano il viaggio e arrivano alla Montagna di Fuoco, quindi la ragazza riceve la sua ricompensa. Filippo è confuso dal freddo contegno di Lenny dopo il suo viaggio al Dainty Dish, a quel punto Lenore gli dice la verità sul suo travestimento. Sebbene sentisse di averlo tradito, Il principe le dice che la ama ancora, ma lei si rifiuta di ascoltarlo. Filippo rivela che non ama davvero le principesse ed è condannato all'esecuzione. Mentre sta per essere impiccato, il principe parla del suo sacrificio. Nemesi arriva per portare l'ultimo capitolo della sua maledizione prima che Lenore venga a salvare Filippo. Nel tentativo di salvarla da uno degli attacchi della strega, quest'ultimo si sacrifica. Prima che muoia, Lenore ricorda il vero bacio dell'amore e lo usa per salvargli la vita e tutto l'amore nel regno. L'incantesimo viene rimosso e Nemesi viene sconfitta. I due si sposano alla fine e si preparano per il loro "lieto inizio".

## Personaggi
- Lenore Quinonez doppiata da Demi Lovato, nella versione italiana da Veronica Puccio nella parte parlata e Chiara Grispo nella parte cantata.
- Principe Filippo Azzurro, doppiato da Wilmer Valderrama, nella versione italiana da Emanuele Ruzza.
- Biancaneve, doppiata da Avril Lavigne, nella versione italiana da Giulia Tarquini.
- Cenerentola, doppiata da Ashley Tisdale, nella versione italiana da Joy Saltarelli.
- Bella Addormentata, doppiata da G.E.M., nella versione italiana da Valentina Favazza.
- Mezzo Oracolo, doppiato da Sia, nella versione italiana da Francesca Fiorentini.
- Nemesi Maldamore, doppiata da Nia Vardalos e nella versione italiana da Laura Romano.
- Fata Madrina, doppiata da John Cleese e nella versione italiana da Nanni Baldini.

## Colonna sonora
1. Avril Lavigne, Ashley Tisdale e G.E.M. – Trophy Boy
2. Catherine "Cat" Missal – Not Changin'
3. Steve Aoki – Charming Anthem
4. Sia – Balladino
5. Demi Lovato e Wilmer Valderrama – Magical
6. Nick Jonas e Demi Lovato – Avalanche
7. Magical Thinker e Donna Missal – Soar
8. The Vamps e Demi Lovato – Somebody To You
9. Catherine "Cat" Missal – Charming

## Distribuzione e incassi
Il film non è stato distribuito negli Stati Uniti nei cinema ma su Netflix, né in Canada, e neppure nell'Asia orientale, ma solo in Europa, in Medio Oriente, in America Latina, in Australia, Nuova Zelanda e Russia.
| Paese           | Data              | Incassi in dollari |
| --------------- | ----------------- | ------------------ |
| Spagna          | 20 aprile 2018    | $730 585           |
| Vietnam         | 20 aprile 2018    |                    |
| Ungheria        | 26 aprile 2018    | $228 483           |
| Lettonia        | 17 maggio 2018    |                    |
| Bulgaria        | 18 maggio 2018    | $177 550           |
| Turchia         | 18 maggio 2018    | $106 381           |
| Ucraina         | 24 maggio 2018    | $366 497           |
| Islanda         | 25 maggio 2018    | $77 355            |
| Portogallo      | 31 maggio 2018    | $408 880           |
| Croazia         | 31 maggio 2018    | $125 510           |
| Serbia          | 31 maggio 2018    | $81 413            |
| Montenegro      | 31 maggio 2018    | $81 413            |
| Slovenia        | 31 maggio 2018    | $36 966            |
| Romania         | 15 giugno 2018    | $292 765           |
| Russia          | 28 giugno 2018    | $681 627           |
| Israele         | 19 luglio 2018    |                    |
| Grecia          | 26 luglio 2018    | $415 310           |
| Polonia         | 27 luglio 2018    | $1 209 731         |
| Germania        | 5 agosto 2018     |                    |
| Sudafrica       | 10 agosto 2018    | $338 197           |
| Arabia Saudita  | 23 agosto 2018    | $206 597           |
| Kuwait          | 23 agosto 2018    |                    |
| Lituania        | 26 ottobre 2018   | $87 156            |
| Australia       | 1º novembre 2018  | $254 059           |
| Nuova Zelanda   | 1º novembre 2018  | $47 803            |
| Brasile         | 6 dicembre 2018   | $806 773           |
| Estonia         | 14 dicembre 2018  |                    |
| Paraguay        | 3 gennaio 2019    | $11 526            |
| Messico         | 11 gennaio 2019   | $391 239           |
| Bolivia         | 17 gennaio 2019   | $36 223            |
| Argentina       | 21 febbraio 2019  | $102 998           |
| Uruguay         | 21 febbraio 2019  | $17 114            |
| Italia          | 28 febbraio 2019  | $1 147 072         |
| Colombia        | 14 marzo 2019     | $127 115           |
| Slovacchia      | 11 aprile 2019    | $164 880           |
| Regno Unito     | 2 agosto 2019     | $15 668            |
| Repubblica Ceca | 26 settembre 2019 | $59 904            |
| Totale incassi: | Totale incassi:   | $8 751 856         |